# Javier Tebas
Javier Tebas Medrano ( pronúncia espanhola: [xaˈβjeɾ ˈteβas] ; San José, Costa Rica - 31 de julho de 1962) é um advogado espanhol e presidente da Liga Nacional de Fútbol Profesional, a associação responsável por administrar as duas ligas de futebol profissional de nível mais alto da Espanha. Eleito pela primeira vez em abril de 2013, foi reeleito para um quarto mandato em dezembro de 2023, até 2027. Tebas prometeu que este será o último mandato.
Tebas é simpatizante do partido de extrema-direita nacionalista espanhol Vox. Ele é torcedor do Real Madrid, embora tenha afirmado que isso não afeta sua neutralidade como presidente.

## Biografia
A sua experiência em direito empresarial, desportivo e falimentar foi determinante na assessoria e representação de inúmeros clubes de futebol ao longo da sua carreira e na criação de uma sociedade de advogados especializada no mundo do desporto.
Tebas trabalhou para onze clubes da La Liga, sendo sua primeira função como presidente do SD Huesca em 1993. Ele serviu três mandatos como vice-presidente da Liga Nacional de Fútbol Profesional, sendo eleito pela primeira vez em 2001, e também trabalhou para o grupo de clubes G30, onde ajudou os clubes a negociar seus acordos de televisão.
Em 2013, Tebas foi nomeado presidente da La Liga após uma eleição incontestável na qual foi apoiado por 32 dos 42 clubes da La Liga e da Segunda Divisão . Antes da eleição, Tebas havia prometido limpar o jogo espanhol após acusações de manipulação de resultados e também tornar os ingressos acessíveis.

## Controvérsias

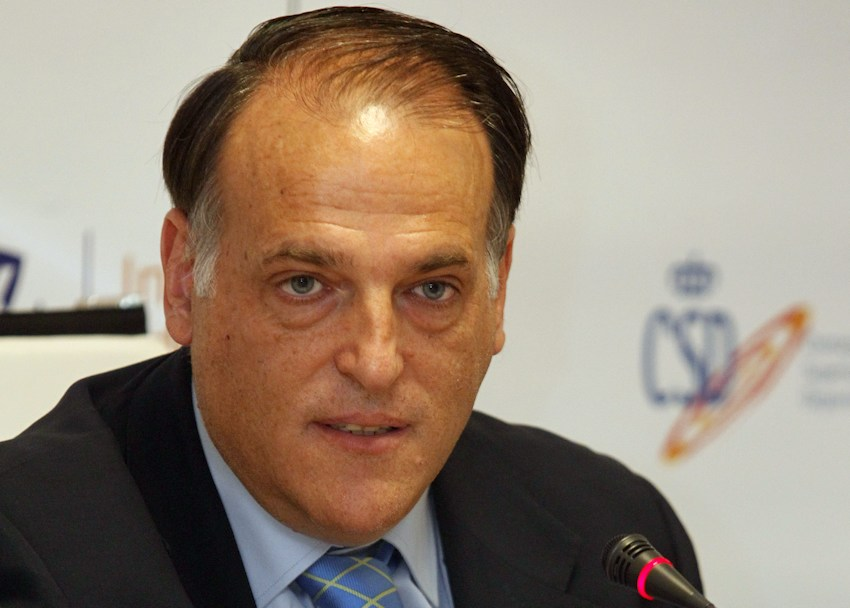
Tebas em 2013

O atual debate da superliga está em andamento na indústria do futebol desde 2019. Em maio do mesmo ano, todas as ligas nacionais da Europa se reuniram em Madri, em evento coordenado pela La Liga, para manifestar sua desaprovação a tais planos.
Tebas também tem sido um crítico veemente do que considera "doping financeiro" no futebol. Ele afirmou que clubes de futebol estatais, como Manchester City e Paris Saint-Germain, são um "perigo" para o esporte.
Se posicionou contra Vinícius Junior,  após ataques racistas em Valencia x Real Madrid e expulsão de atacante brasileiro, afirmando que "deveria se informar adequadamente" antes de criticar LaLiga. Prontamente, o atacante do Real Madrid retrucou dizendo que "mais uma vez, em vez de criticar racistas, o presidente da LaLiga aparece nas redes sociais para me atacar".